# Álvaro XIII av Kongo
Álvaro XIII av Kongo, död 1875, var kung av Kongo mellan 1857 och 1859.